# Symmerus antennalis
Symmerus antennalis är en tvåvingeart som beskrevs av Toyohi Okada 1936. Symmerus antennalis ingår i släktet Symmerus och familjen hårvingsmyggor. Inga underarter finns listade i Catalogue of Life.